# Institut international bouddhique

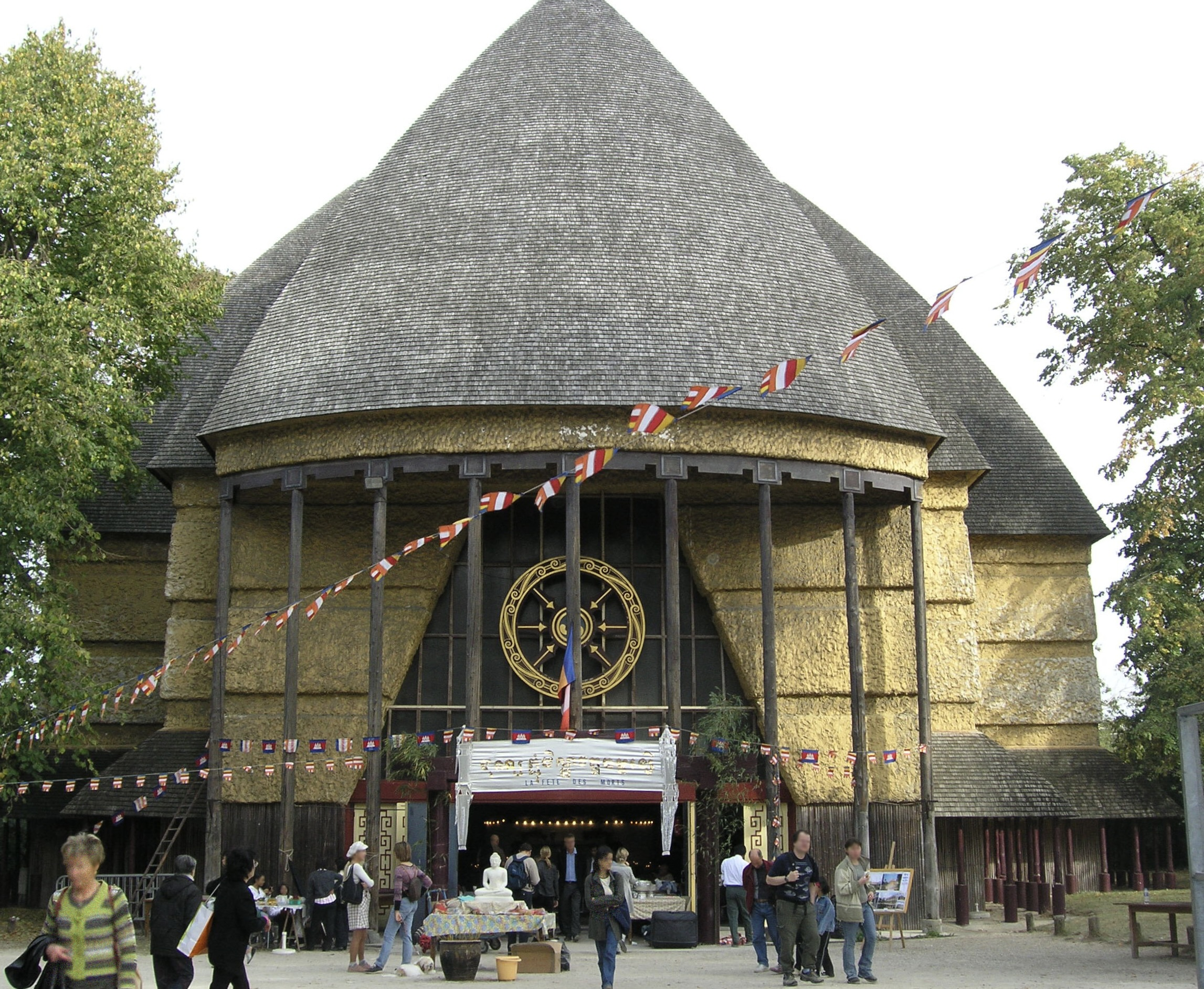
La Pagoda de Vincennes.

L'Institut international bouddhique (Institut internacional búdic, en català) va ser fundat el 1969, per Jean Sainteny (home polític francès, 1907-1978). El seu objectiu era de construir a França el primer centre de culte i cultural búdic, capaç a més a més d'acollir totes les obediències de la religió. Obert tant als visitants com als practicants, aquest centre també havia de ser una porta a la cultura extrem-oriental. L'associació (llei 1901) va permetre, després de moltes dificultats financeres, la creació de la pagoda del bosc de Vincennes, sobre l'emplaçament de l'antic museu del Bosc. La pagoda va ser inaugurada el 28 d'octubre 1977 per Jacques Chirac, batlle de París. Les estàtues «Unsui Gunzo» foren lliurades oficialment a la ciutat de París, ofertes pel comitè japonès de suport a l'Institut internacional búdic.
El 1980, Kalou Rinpoché, que acabava d'impartir un ensenyament a la Pagoda del bosc de Vincennes, va trobar Jean Ober, secretari general de l'Institut International Bouddhique amb qui va discutir del projecte de construcció del Temple tibetà de Kagyu-Dzong.